# Noctua grisea
Noctua grisea är en fjärilsart som beskrevs av Barend J. Lempke 1939. Noctua grisea ingår i släktet Noctua och familjen nattflyn. Inga underarter finns listade i Catalogue of Life.